# Thanh Lâm, Thanh Chương
Thanh Lâm là một xã thuộc huyện Thanh Chương, tỉnh Nghệ An, Việt Nam.
Xã Thanh Lâm có diện tích 35,79 km², dân số năm 1999 là 5927 người, mật độ dân số đạt 166 người/km².